# Jacques Reitzer
Jacques Reitzer, né le 6 janvier 1921 à Casablanca et mort le 21 juin 1995 à Vitry-le-François, est un industriel et chef d'entreprise franco-marocain. Il a dirigé sous le protectorat français au Maroc l'important complexe industriel d'Etat de la Compagnie fermière des Eaux d'Oulmès et fait partie des premiers libéraux du Maroc souhaitant l'indépendance du pays.

## Biographie
Pendant la Seconde Guerre mondiale, son père Antoine Reitzer, engagé dans les Forces Françaises Libres, est condamné par le régime de Vichy et décède après une longue détention.
Né à Casablanca, Jacques Reitzer effectue ses études secondaires, au Lycée Lyautey de Casablanca et sengage à son tour dans les Forces Françaises Libres. Après la guerre, il devient cadre de l'Office Chérifien d'Exportation. Puis, il prend la tête de la Compagnie fermière des Eaux d'Oulmès,,, qui gère un important complexe industriel d'Etat.
Fondée en septembre 1933 avec 5 millions de francs pour embouteiller les eaux minérales naturellement gazeuses du bassin d’Oulmès et bâtir un "Hôtel des Thermes", la société entre en bourse en 1949. Cela lui permet d'acquérir la source de Kharouba et bâtir une nouvelle usine de sodas à Casablanca, retardée pendant la Seconde Guerre mondiale.
Jacques Reitzer fait par ailleurs partie des "libéraux du Maroc" dès les débuts de l'émergence de ce mouvement au début des années 1950. Il est « ami de toujours » et « inséparable » d'Antoine Mazzella, rédacteur en chef du quotidien Maroc-Presse, où s'expriment les personnalités de cette tendance. Avec elles, en 1953 il s'oppose au complot contre le sultan du Maroc qui débouche sur son exil en Corse puis à Madagascar, ce dont le souverain le remercie dans une lettre du 29 novembre 1954. Dès août 1953, il obtient audience de différents ministres pour empêcher sa déposition, avec un autre industriel, Pierre Clostermann, par ailleurs député gaulliste de la Marne.
Menacé de mort, il échappe ensuite à trois attentats, deux à la bombe, un à la mitraillette. Deux bombes explosent à l'usine de Casablanca et l'un de ses employés, livreur de bouteilles, est assassiné. Fin mai 1955, Gilles Vaillard, journaliste de La Vigie marocaine, le prévient qu'un guet-apens l'attend dans la cour de l'usine de Casablanca. Le 6 juin 1955, Jacques Reitzer échappe pour la troisième fois à un attentat des groupes "ultras" qui luttent contre le risque d'indépendance du Maroc, parvenant à faire fuir des tireurs, mais l'instant d'après une bombe détruit sa voiture et il porte plainte. Cinq jours plus tard son ami Jacques Lemaigre Dubreuil périt sous leurs balles au pied de son immeuble de Casablanca.
En novembre 1955, Mohammed V, restauré, le décore des insignes de commandeur du Ouissam alaouite. Après l'Indépendance, il se place au service du gouvernement marocain. Une trentaine d'années après, il revient en France en 1983, où il meurt le 21 juin 1995 d'une longue maladie.

## Distinctions
- Commandeur de l'ordre du Ouissam alaouite